# Остров Нансена (Земля Франца-Иосифа)
Остров Нансена — один из островов архипелага Земля Франца-Иосифа. Самая высокая точка — 372 метра над уровнем моря. Площадь — 164 км². Частично покрыт льдом. Административно относится к Приморскому району Архангельской области России.
Остров Нансена расположен в центре скопления островов похожего размера, разделённых узкими проливами
К юго-западу от группы остров расположен пролив Аллен-Юнг, к юго-востоку — пролив Сидорова, канал на северо-востоке называется пролив Маркама, канал на западе — Британский канал.
В северной части острова расположен мыс Артур. На юго-западе расположен мыс Ушакова, названный в честь русского исследователя Арктики Георгия Ушакова, а самая южная точка острова называется мыс Кабо-Тейлора.
Остров Нансена назван в честь арктического исследователя Фритьофа Нансена, который изучил и наметил карту архипелага Земля Франца-Иосифа в 1896 году.
Расположенная на острове бухта Колодиева названа по фамилии гидрографа Николая Яковлевича Колодиева (1909—1940).

## Прилегающие острова
- Остров Кётлица — остров вытянутой формы к северо-северо-западу от острова Нансена. Покрыт льдом, максимальная высота над уровнем моря — 158 метров.
- Остров Уилтона представляет собой небольшой остров, расположенный к северо-востоку от острова Нансена и отделён от него узким (1 км) проливом.
- Бромидж расположен к востоку от острова Нансена. Остров покрыт ледяной шапкой, но имеет несколько небольших районов около берега, не покрытых ледниками. Самая высокая точка — 392 метра над уровнем моря.
- Остров Брайса лежит к югу от острова Бромвич. В центре острова имеется ледниковый покров, но большие участки земли на севере и юго-западе свободны ото льда. Самая высокая точка — 409 метров над уровнем моря.
- Остров Притчетта находится у южного берега острова Нансена. Этот довольно большой остров имеет несколько зон, свободных от ледников. Самая высокая точка — 401 метр над уровнем моря.
- Остров Блисса лежит к югу от острова Притчетта. Частично свободен ото льда.
- Остров Джефферсона — гораздо более маленький остров, чем остальные острова группы, расположен к юго-западу от острова Нансена.